# Xiao Yi
König Xiǎo Yǐ (chinesisch 小乙) (* ? v. Chr.; † 1325 v. Chr.) herrschte als der 20. oder 21. König der Shang-Dynastie über China. Er war der jüngere Bruder des vorherigen Königs Xiao Xin.  

## Leben
In den Aufzeichnungen des Großen Historikers wurde er von Sima Qian als der einundzwanzigste Shang-König aufgeführt, als Nachfolger seines älteren Bruders Xiao Xin. Während seiner Ära war die Hauptstadt Yin. Im sechsten Jahr seiner Herrschaft befahl er seinem Sohn Wu Ding, in He (chinesisch: 河) zu leben und unter Gan Pan (chinesisch: 甘盘) zu lernen. Er regierte 10 Jahre lang, erhielt posthum den Namen Xiao Yi und wurde von seinem Sohn abgelöst.
Orakelknochen, die in Yinxu ausgegraben wurden, halten alternativ fest, dass er der zwanzigste Shang-König war.